# 西洋站
西洋站位于福建省三明市永安市西洋镇，建于1956年。距鹰潭站430公里，距厦门站264公里。车站由南昌铁路局永安车务段管辖，现为四等站，不办理客运业务，货运办理整车到发业务，设有通往永安煤业有限责任公司西洋筛选厂的专用线。车站上下行方向为坡度为22‰的打虎坑展线翻越戴云山。